# جورج بيرس (سياسي أسترالي، مواليد 1870)
جورج بيرس (بالإنجليزية: George Pearce)‏ هو دبلوماسي وسياسي أسترالي، ولد في 14 يناير 1870 في Mount Barker, South Australia ‏ في أستراليا، وتوفي في 24 يونيو 1952 في Elwood, Victoria ‏ في أستراليا. نشط حزبياً في حزب العمال الأسترالي. وقد انتخب عضو مجلس الشورى البريطاني وانتخب وزير الخارجية ‏ وانتخب عضو مجلس الشيوخ الأسترالي ‏ عن دائرة أستراليا الغربية (29 مارس 1901 – 30 يونيو 1938).